# Polanka (województwo wielkopolskie)
Polanka – osada w Polsce położona w województwie wielkopolskim, w powiecie międzychodzkim, w gminie Międzychód.